# Estación Coronel Boerr
Coronel Boerr perteneciente al Ferrocarril Roca, está ubicada en el partido de Las Flores, provincia de Buenos Aires y su recorrido es Plaza Constitución - Bahía Blanca a 168 kilómetros al sudoeste de la estación Constitución.

## Servicios
No presta servicios de pasajeros desde 2016, cuando la empresa Ferrobaires cesó sus servicios.
Durante el tiempo en el que estuvo activa, era una parada de carácter facultativa, es decir, el tren únicamente se detenía cuando había gente en el andén o cuando una persona le advertía al guarda que deseaba bajar. En caso contrario, el tren sigue de largo.
Por sus vías corren trenes de carga de la empresa Ferrosur Roca.

## Historia
La estación fue inaugurada en 21 de abril de 1892 por la compañía Ferrocarril del Sud, como parte de la apertura al público de la sección Cañuelas - Las Flores.